# Brett Morgen

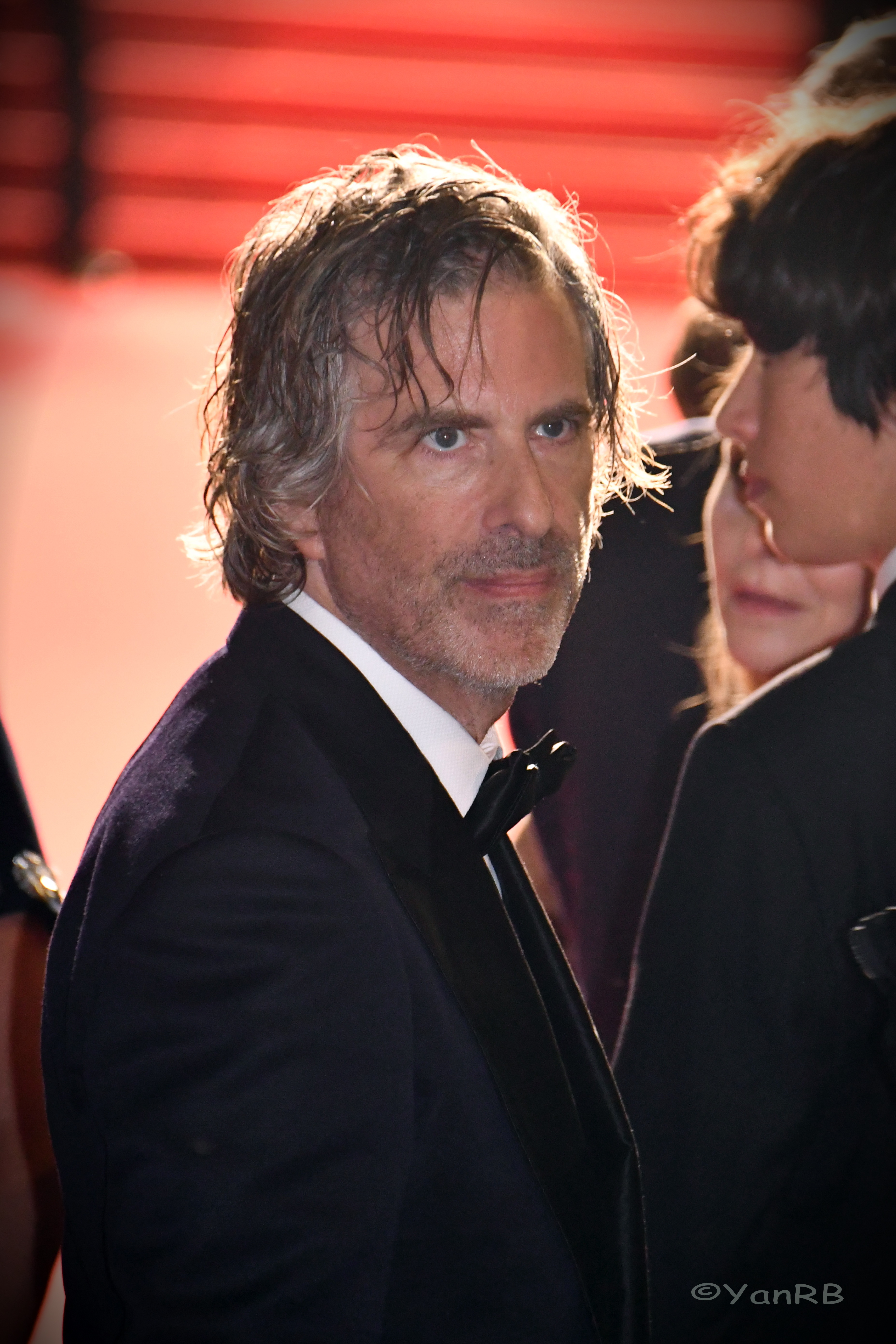
Brett Morgen

Brett Morgen (* 1968 in den Vereinigten Staaten) ist ein US-amerikanischer Dokumentarfilmer, Filmproduzent und Drehbuchautor.

## Leben
Morgen studierte „American Mythology“ am Hampshire College und schloss 1999 die Tisch School of the Arts mit einem Master of Fine Arts. Sein Abschlusswerk On the Ropes drehte er zusammen mit Nanette Burstein. On the Ropes handelt von Boxern in Brooklyn und wurde erstmals auf dem Sundance Film Festival 1999 der Öffentlichkeit präsentiert. Dort gewann er den Special Jury Prize. Der Film wurde zudem als „Bester Dokumentarfilm“ 2000 für den Oscar nominiert. Zusammen mit Burnstein gewann er den Directors’ Guild of America Award for Outstanding Direction in a Documentary.
Hochgelobt wurde sein Zweitwerk, der Dokumentarfilm The Kid Stays in the Picture, der von Filmproduzent Robert Evans handelte. Morgen ist seit 2007 Produzent der Fernsehserie Nimrod Nation für den Sundance Channel. Die Dokumentarserie begleitet die Fans eines Highschool-Basketball-Teams aus Michigan.
2007 erschien Chicago 10, eine Dokumentation im Zeichentrickformat über die Proteste der Chicago Seven gegen die Democratic National Convention 1968, wobei sich der Film allerdings an das heutige Publikum richtet und ein Fanal gegen den Irakkrieg gerichtet ist. 2010 erschien die Episode June 17, 1994 in der Reihe 30 for 30 des Senders ESPN. Diese handelt von O.J. Simpsons spektakulärer Flucht im Zusammenhang mit der bis heute ungeklärten Ermordung seiner Frau.
Morgen verwendet für seine Dokumentationen eine Arbeitsweise, die an einen Method Actor erinnert. So versucht er in die Szene, die er porträtieren will, einzutauchen und sich so einen Innenperspektive zu verschaffen. 2012 erschien mit Crossfire Hurrican ein Dokumentarfilm über die Rolling Stones.

## Filmografie (Auswahl)
- 1999: On the Ropes (zusammen mit Nanette Burstein)
- 2002: The Kid Stays in the Picture
- 2007: Chicago 10
- 2007: Nimrod Nation (Fernsehserie) (Produktion)
- 2012: Crossfire Hurricanes
- 2015: Cobain: Montage of Heck
- 2017: Jane
- 2022: Moonage Daydream (Dokumentarfilm über David Bowie)

## Auszeichnungen
- 1999: Sundance Film Festival – Special Jury Prize zusammen mit Nanette Burstein für On the Ropes
- 1999: Sundance Film Festival – Nominierung: Grand Jury Prize zusammen mit Nanette Burstein für On the Ropes
- 1999: International Documentary Association – IDA Award zusammen mit Nanette Burstein für On the Ropes
- 1999: San Francisco International Film Festival – Silver Spire zusammen mit Nanette Burstein für On the Ropes
- 2000: Oscarverleihung – Nominierung für On the Ropes zusammen mit Nanette Burstein
- 2000: Directors Guild of America – DGA Award zusammen mit Nanette Burstein für On the Ropes
- 2000: Independent Spirit Awards – Nominierung zusammen mit Nanette Burstein in der Kategorie Truer than Fiction
- 2007: Chicago International Film Fest – Best Documentary für Chicago 10
- 2009: Writers Guild of America – WGA-Award-Nominierung für Chicago 10